# Hemigrammus collettii
Hemigrammus collettii (Synonym: Moenkhausia collettii) ist ein Süßwasserfisch aus der Salmlerfamilie Acestrorhamphidae und kommt weitverbreitet im tropischen Südamerika vor. Sein Verbreitungsgebiet liegt im Amazonasbecken und reicht von Peru bis zu den drei Guayanas.

## Merkmale
Hemigrammus collettii hat einen langgestreckten, seitlich stark abgeflachten Körper und wird fünf bis sieben Zentimeter lang. Entsprechendes weiten Verbreitungsgebiets ist die Art farblich sehr variabel. Die Grundfarbe ist olivfarben bis hellbraun, der Rücken ist dunkler, der Bauch weißlich. Hinter dem Rand des Kiemendeckels befindet sich ein dunkler Fleck. Ein silbriger Längsstreifen erstreckt sich vom Hinterrand des Kiemendeckels bis zur Schwanzflossenbasis. Die Iris ist silbrig, die Flossen rötlich. Die Basis der Afterflosse ist durch eine schwarze Linie markiert.
- Flossenformel: Dorsale 11–12, Anale 22–25.
- Schuppenformel: mLR 33–35, QR 5½/3½.

Hemigrammus collettii lebt in ruhigen, langsam fließenden Abschnitten größerer Ströme über schlammigem Grund. Er ist ein geselliger, friedlicher Schwarmfisch.